# ریتا ویلیامز
ریتا ویلیامز (انگلیسی: Rita Williams؛ زادهٔ ۱۴ ژانویهٔ ۱۹۷۶) بازیکن بسکتبال اهل ایالات متحده آمریکا است.